# SMS G 134
G 134 – niemiecki niszczyciel z okresu I wojny światowej. Trzecia jednostka typu G 132. Po wojnie pozostał w aktywnej służbie. 13 maja 1921 roku sprzedany do stoczni złomowej.